# Мугай (село)
Муга́й — село в Алапаевском районе Свердловской области России, входящее в Махнёвское муниципальное образование. В селе открыт музейно-туристский комплекс.

## Географическое положение
Мугай расположен в 60 километрах (в 69 километрах по автодороге) к северу-северо-западу от города Алапаевска, на правом берегу реки Мугай (правый приток реки Тагил). Через село проходил старинный тракт Ирбит — Верхотурье. «Климат местности — здоровый. Село расположено преимущественно на высоких местах, в лесной местности. Почва преимущественно глинистая и песчаная».

## История села
Слово «мугай» в переводе с тюркских языков означает пузырчатую реку.
Мугайский погост был основан в Верхотурском уезде в 1613 году. Церковь сооружена, вероятно, правительством. Деревня Топоркова, которая позже вошла в состав села, была административным центром Топорковской волости государственных крестьян
Большая трактовая дорога из Ирбита в Верхотурье, проходившая через село, выгодно отличала его. Зимой здесь шли обозы с хлебом, а летом гурты скота, направляемые на север, в Богословские заводы. Весной проходили толпы паломников на поклонение мощам Святого Праведного Симеона. Село Мугай и деревни Лягу, Раскат, Комарову, Гигину, Мальгину и Кокшарову причисляли к ямским слободам, так как в них жили ямщики, которые значатся по церковным документам до 1822 года. К концу XIX века основным занятием жителей села и деревень было хлебопашество, некоторые занимались куренными работами, то есть рубкой дров на уголь и доставкой его на Алапаевские заводы и Нижне-Тагильские заводы. Также занимались перевозкой железа из этих заводов на пристани для сплава. Немалый доход доставляли населению в обилии растущие здесь кедры.
В окрестностях села находится Мугайское месторождение песка. С 1960-х годов работал совхоз «Мугайский».
В современную территорию села Мугай вошли деревни Топоркова, Раскат, Ляга.

## Школа
В 1871 году в селе было открыто смешанное начальное земское училище.

## Мугайский музей
В 1932 году был открыт первый в районе музей-библиотека истории образования, который был создан усилиями династии учителей Толмачевых. Он расположен в здании четырёхклассного училища, построенном Верхотурским земством в 1911 году по современному адресу Октябрьская ул., дом 93. В экспозиции музея представлена коллекция археологических находок и различные школьные предметы: физические приборы, наглядные пособия по изучению математики, истории и литературы. В школе размещена сельская читальня, бывшая Павленковская библиотека, созданная в начале XX века на средства издателя Флорентия Павленкова и уездных земств. Имеется филиал в Махнево.

## Пророко-Илиинский храм
Первая деревянная церковь Николая Чудотворца, построенная в 1613 году, сгорела. В связи с чем, в 1777 году был построен каменный трёхпрестольный храм, главный придел которого был освящён в честь пророка Илии 10 сентября 1777 года архимандритом Верхотурского монастыря, а левый придел был освящён в честь Святого Николая, архиепископа Мирликийского 11 сентября 1777 года. Правый придел был заложен в 1897 году, в 1899 году был освящён. В 1813-1818 годах в Ильинском храме был сделан новый иконостас, вследствие чего храм был вторично освящён 5 декабря 1818 года. В 1820-1824 годах был построен новый иконостас в приделе Никольском. В 1897-1899 годах был построен новый придел с северной стороны храма. Храм был закрыт в 1930-е годы, а позднее снесён.

## Население
| 2002 | 2010 |
| ---- | ---- |
| 660  | ↘565 |

В 1869 году жителей села была 207 человек в 42 домах, а в прилегающей к селу деревни Ляге, вошедший в село позднее числилось 112 человек в 25 домах.